# Verzwergung bei Knochenfischen
Die Verzwergung bei Knochenfischen ist ein evolutionäres Phänomen der Anpassung von Arten an spezielle Umweltbedingungen. Bei dieser Verzwergung kommt es, wie auch bei anderen Wirbeltiergruppen beobachtbar, zu einer Miniaturisierung des Knochenaufbaus und der Organe und somit der Körpergröße.
Verzwergte Fische (englisch miniature fishes) sind eine Gruppe von Fischarten, die aufgrund ihrer Größe gemeinsame Eigenschaften besitzen. Die Zuordnung einer Art zu dieser Gruppe erfolgt unabhängig von einer phylogenetischen Systematik.
Weitzman & Vari (1988) erforschten das Phänomen der hohen Ähnlichkeiten kleiner Fische. Sie zählen alle sexuell ausgereiften Fische mit einer Körperlänge unter 20 Millimeter zu dieser morphologischen Gruppe.
Die Bewertung der Körperlänge ist in vielen Fällen insofern schwierig, als sich männliche und weibliche Tiere bei Fischen in diesem Merkmal meist unterscheiden. Es gibt auch den Extremfall der Zwergmännchen, etwa beim Tiefsee-Anglerfisch Photocorynus spiniceps, bei dem die Männchen eine Länge von lediglich 6,2 Millimetern erreichen und schließlich an den bis zu 6 Zentimeter langen Weibchen parasitieren. Hier handelt es sich aber um eine besondere Form des Geschlechtsdimorphismus.
Als Träger von Ovarien und Eiern sind Fischweibchen häufig größer als Männchen. Zudem ist bei ihnen die Geschlechtsreife ohne aufwändige histologische Untersuchung vergleichsweise leicht im Vorhandensein reifer Eier zu erkennen. Ein Größenvergleich verschiedener Arten und die Zuordnung zur Gruppe der kleinen Fische erfolgt daher vorwiegend aufgrund der Körperlänge der Weibchen, sofern sie reife Eier tragen.

## Merkmale
Die Miniaturisierung bei Fischen geht allgemein einher mit der Reduktion verschiedener Organe. Typisch ist die Tendenz zur Reduzierung bestimmter Strukturmerkmale, insbesondere des Skelettes. Dies ist meist wenig verknöchert, eher knorpelig oder völlig ohne Knochen. Reduziert sind gewöhnlich auch Flossenstrahlen, Schuppen und das Seitenlinienorgan.
Es werden wenige und im Vergleich zur Größe des Fisches große Eier produziert. Die Tiere sind pädomorph. Das bedeutet, sie zeigen trotz Geschlechtsreife viele Merkmale eines Larvenstadiums. Bei verkürzter Entwicklungsdauer und beschleunigter Reifung zeigt das ausgewachsene Tier Merkmale, die sonst nur im Larvenstadium auftreten. Im Gegensatz hierzu sind Geschlechtsmerkmale sowie Organe, die der Fortpflanzung dienen, entwickelt und deutlich ausgeprägt.
Kleine Fische zeigen eine Tendenz dazu, sich in stehenden oder langsam fließenden Gewässern aufzuhalten, oft in nährstoffarmen Habitaten.

## Vorkommen
Die Entdeckung und das Vorkommen von verzwergten Fischen geschah bei Untersuchungen der seltenen, schwarzwasserhaltigen Torfmoor-Wälder Malaysias. Typisch für diese Wälder sind meterdicke, weiche Torfschichten, auf denen sich stark säurehaltiges Wasser ansammelt und in denen die Bäume wurzeln.
Lange hielt man diese Wälder für artenarm. In den letzten 20 Jahren wurde hier jedoch eine größere Zahl von Fischen entdeckt, welche in unterschiedlicher Ausprägung die für die Gruppe der verzwergten Fische typischen Merkmale zeigen. Dort lebt auch Paedocypris progenetica, der kleinste Fisch und zugleich das zweitkleinste allein lebensfähige Wirbeltier (nach Paedophryne amauensis), das bisher bekannt ist. 
Die Torfmoor-Wälder bieten einen Lebensraum, an den die kleinen Fische optimal angepasst sind. Sie können Trockenperioden in kleinen, flachen Tümpeln, Gräben oder der feuchten Erde überstehen, wobei ihre geringe Größe einen beträchtlichen Vorteil darstellt. Auch in sehr trockenen Perioden bietet der schwammartige Torf einen Puffer mit ausreichend frischem Wasser.

## Bedrohung
Die komplexen Ökosysteme der Torfmoor-Wälder in Südostasien sind stark bedroht und nehmen rapide ab. Ursache hierfür sind die Abholzungen und Trockenlegungen zur Holz- und Landgewinnung und Palmenplantagen und Krabbenzucht. Einen schweren Schaden erlitten diese Wälder durch gewaltige Brände im Jahr 1997, die monatelang anhielten. Es ist davon auszugehen, dass viele der hoch spezialisierten Fische vor ihrer wissenschaftlichen Entdeckung und Erforschung ausgestorben sein werden.